# Lasiodora pantherina
Lasiodora pantherina é uma espécie de aranha pertencente à família Theraphosidae (tarântulas).